# Rue des Reves
Rue de Reves is een artistiek kunstwerk in Amsterdam-Oost.
Het is een eerbetoon uit 2004 aan de schrijvers en broers Karel van het Reve en Gerard van het Reve. Ze brachten hun jeugd door aan de Ploegstraat in Betondorp. Het kunstwerk kwam er in het project "Erfenis Twintigste Eeuw" van stadsdeel Oost/Watergraafsmeer, die met steun van het Amsterdams Fonds voor de Kunst in de wijk geboren personen van enige bekendheid wilde eren. De opdracht ging naar Steffen Maas. Het kunstwerk stond eerst op een metalen rek in een tuintje op de kruising Ploegstraat en Veeteeltstraat. Het werd verplaatst naar de zijgevel van Ploegstraat 50.
Het kunstwerk gaat vergezeld door een plaquette met daarop de uitleg van jaartallen:
- 1921: geboorte Karel
- 1923: geboorte Gerard (speciaal gekleurd in Mariablauw)
- 1924: familie Van het Reve komt in de wijk wonen
- 1937: de familie trekt weg uit de Ploegstraat
- 1947: De avonden van Gerard Reve wordt uitgebracht

en huisnummers
- 57: eerste woning familie Van het Reve (later ongenummerd naar 59)
- 50: tweede woning
- 85: laatste woning in de wijk (later omgenummerd naar 133)

Peter van Brummelen vulde deze gegevens nog aan met de opmerking in Het Parool van 25 juli 2024, dat Rue des Reves onwillekeurig uitgesproken wordt als Rue des Rêves (straat van dromen); hetgeen dan weer zou verwijzen naar het departement Drôme, waar Gerard Reve heeft gewoond.
Steffen Maas maakte in 2021 voor dezelfde wijk het Gedenkteken Johan Cruijff.